# 李鐘國
李鐘國（리종국，1954年—），北韓政治家，任職機械工業部部長名最高人民會議代議員。

## 生平
李鐘國出生於江原道。1998年，他出任機械工業部的局長。2009年，首次在最高人民會議選舉中當選為代議員。2012年3月，晉升為機械工業部部部長。兩年後，連任為最高人民會議代議員。

## 資料來源
1. 1 2 3  .   [2014-04-16]. （原始内容存档于2016-03-05）.